# Distlberg (Obertaufkirchen)
Distlberg ist ein Ortsteil in der Gemeinde Obertaufkirchen im oberbayerischen Landkreis Mühldorf am Inn.

## Lage
Die Einöde Distlberg liegt am Rimbach 1,5 km südlich der Bundesautobahn A 94 etwa 4 km südwestlich der Autobahnausfahrt 16 (Schwindegg).

## Bevölkerungsentwicklung

Distlberg

Um 1871 lebten dort fünf Einwohner. In der Nachkriegszeit des Zweiten Weltkriegs gab es elf Einwohner. Bis Mai 1987 sank die Bevölkerung auf neun Einwohner, die in einem Wohngebäude lebten.
| Jahr      | 1871 | 1925 | 1950 | 1970 | 1987 |
| Einwohner | 5    | 8    | 11   | 7    | 9    |